# 阿木燿子
阿木燿子（日语：あき ようこ，1945年5月1日—），原名木村广子（旧姓：福田），是日本的女演员、作词家及小说家，出身於长野县长野市。她在第5届报知电影赏内的电影《四季·奈津子》之中夺得最佳女配角大奖。
她的丈夫宇崎龍童是一位音樂人兼作曲家。

## 电影
- 《化身》
- 《家族游戏》
- 《四季·奈津子》（1980年）
- 《超级恶魔人》（2004年）